# Площа Леніна (станція метро, Санкт-Петербург)
59°57′25″ пн. ш. 30°21′19″ сх. д. / 59.95694° пн. ш. 30.35528° сх. д.
Площа Леніна (рос. Площадь Ленина) — станція Кіровсько-Виборзької лінії Петербурзького метрополітену, розташована між станціями «Чернишевська» і «Виборзька». 
Відкрита 1 червня 1958 року у складі другої черги метрополітену «Площа Повстання» — «Площа Леніна».
Назва пов'язана з розташуванням першого наземного вестибюля.

## Технічна характеристика
Конструкція станції — пілонна трисклепінна з укороченим центральним залом (глибина закладення — 67 м). На станції два похилих тристрічкові ходи, що починаються з торців станції.

## Вестибюлі і пересадки
- Південний вестибюль станції вбудовано  в будівлю Фінляндського вокзалу, було побудовано у 1960 році.
- Північний вестибюль виходить на площу Леніна, до вулиць Комсомолу і Боткінської.

## Колійний розвиток
Станція з колійним розвитком.
Станція Площа Леніна будувалася як кінцева станція другої черги Кіровсько-Виборзької лінії і  має 2 тупика, але 3-я колія не закінчується тупиком, а продовжується далі. Колійний розвиток станції дозволяє організовувати зонні обороти та забезпечувати місце для відстою потягів.
- За станцією розташовані оборотні тупики, що містять ПТО.
- Перегін до станції «Чернишевська» став першим, пройденим під Невою. Проходка виконувалася щитовим способом, з відкритим лобом забою (тобто навколишні ґрунти в забої були не ізольовані від тунелю). Тому для видавлювання води що просочувалась під річищем проходка здійснювалася із застосуванням кесона, що створює надлишковий тиск в тунелі на період будівництва.

## Оздоблення
Південний наземний вестибюль станції розмістився в першому поверсі нового корпусу Фінляндського вокзалу. На стіні касового залу поміщено мозаїчне панно, присвячене виступу В. І. Леніна в Петрограді 3 (16) квітня 1917 року.
Фасад північного наземного вестибюля виділяється великими вікнами-вітринами, розділеними пілонами.
Оздоблення станції витримано в контрастних червоно-білих тонах. На колійних стінах плитка двох кольорів: здолу — чорного, згори — білого; встановлені декоративні ґрати з написом «1958» (по року відкриття станції). Поверх плитки пущений пофарбований  дерев'яний карниз. Пілони оздоблені мармуром, на них розташовані горизонтальні світильники закарнізного освітлення. Підлога перонів асфальтова, зі смугою з квадратиків плитки, частково зафарбованою білою смугою. По краю укріплено гранітом.
Спочатку станція освітлювалася оригінальними круглими люстрами в центральному залі, на середину 2010-х замість них використовується закарнізне освітлення, яке, до того ж було замінено з люмінесцентного на натрієве у 2006 році.

## Ресурси Інтернету
- «Площа Леніна» на metro.vpeterburge.ru [Архівовано 22 лютого 2014 у Wayback Machine.](рос.)
- «Площа Леніна» на форумі metro.nwd.ru [Архівовано 4 березня 2016 у Wayback Machine.](рос.)
- Санкт-Петербург. Петроград. Ленінград: Енциклопедичний довідник. «Площа Леніна»(рос.)